# Tollaincourt
Tollaincourt – miejscowość i gmina we Francji, w regionie Grand Est, w departamencie Wogezy. W 2013 roku populacja gminy wynosiła 100 mieszkańców. 
1 stycznia 2017 roku połączono dwie wcześniejsze gminy: Rocourt oraz Tollaincourt. Siedzibą nowej gminy została miejscowość Tollaincourt, a gmina przyjęła jej nazwę. 